# С кану по Амазонка
„С кану по Амазонка“ (на английски: Dug Out) е британски документален филм на пътешествениците Бенджамин Сад и Джеймс Тръндъл от 2017 г.
Двамата пътешественици плават по река Амазонка. Приключението е с продължителност два месеца сред племето хуаорани. То се осъществява с лодка – еднодръвка, като започва от Еквадор.